# Gottlieb Christoph Bohnenberger

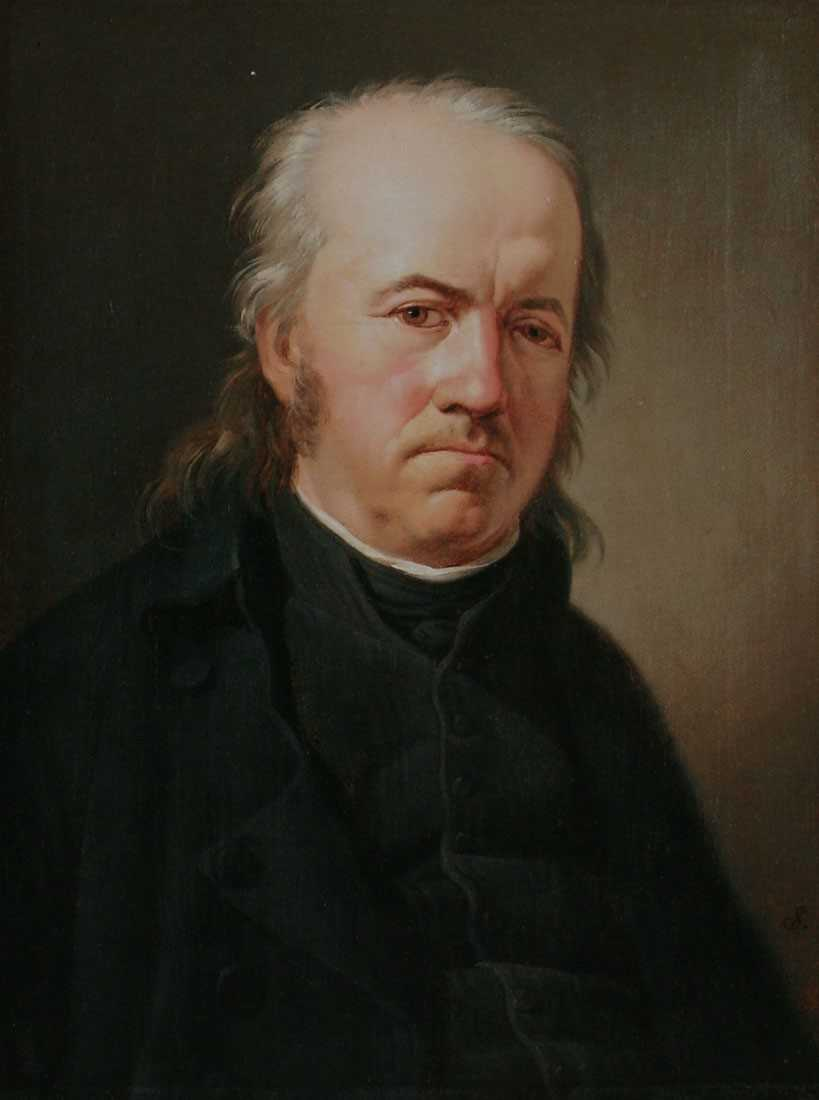
Porträt von Gottlieb Christian Bohnenberger, gemalt von Johann Baptist Seele, 1807, Württembergisches Landesmuseum.

Johann Gottlieb Christoph Bohnenberger (Synonym Gottlieb Christian Bohnenberger; * 1. März 1732 in Neuenbürg im Schwarzwald; † 29. Mai 1807) war Pfarrer in Altburg bei Calw und Physiker. Er war der Vater des Astronomen, Mathematikers und Physikers Johann Gottlieb Friedrich von Bohnenberger.

## Leben
Vater und Sohn sind Erfinder zweier vollkommen unterschiedlicher Apparate, die beide als Bohnenberger-Maschine bezeichnet werden.
Bohnenberger sen. wurde nach dem Besuch des Seminars Maulbronn und des Stifts in Tübingen 1760 Feldprediger und 1762 Pfarrer in Simmozheim, 1784 in Altburg bei Calw.
Bei der Erfindung Bohnenbergers aus dem Jahr 1798 handelt es sich um eine Influenzmaschine, die zur elektrostatischen Erzeugung hoher elektrischer Spannungen dient,  nachzulesen in den Annalen der Physik von 1801.
Bohnenberger hat ebenso eine Erfindung für eine Verbesserung eines auf Wasserstoffgas beruhenden Anzünd- und Leuchtapparates des jüngeren Alessandro Volta gemacht. Heute würde man dazu wahrscheinlich am ehesten Feuerzeug sagen. Innerhalb weniger Jahre und mit weiteren Verbesserungen entstanden daraus einerseits Gaslaternen, die dann im gesamten 19. und 20. Jahrhundert auf Fahrzeugen aller Art zur Beleuchtung eingesetzt wurden, aber auch als bis ins 21. Jahrhundert bei den Freunden des stilvollen Rauchgenusses als Tischfeuerzeug fortlebende Geräte.

## Schriften
- Beschreibung unterschiedlicher Elektrizitäts-verdoppler von einer neuen Einrichtung, nebst einer Anzahl von Versuchen über verschiedene Gegenstände der Elektrizitätslehre, etc. Tübingen 1798.
- Beschreibung einer auf eine neue sehr bequeme Art eingerichteten Elektrisir-Maschine, nebst einer neuen Erfindung, die elektrische Flaschen und Batterien betreffend, von Gottlieb Christoph Bohnenberger. J.B. Mezler, Stuttgart 1784–1791.
- Beytrag zur höheren Drehkunst oder Anleitung eine Menge schöner Kunststücke auf jeder gemeinen Drehbank zu verfertigen. Nürnberg und Altdorf, J. E. Monath und J. F. Kußler, 1799. VIII, 136 SS. Mit 14 gefalt. gest. Tafeln.
- Beschreibung einfacher Zusammensetzungen des Bennetschen und des Nicholsonschen Electricitätverdopplers, so wie es Cavallo'schen Multiplicators, nebst einer Untersuchung, wie weit man sich auf diese Instrumente verlassen kann. In: Annalen der Physik, B. 9, St. 2, 1801, S. 158–187.
- Beschreibung einiger Elektrisirmaschinen und elektrischer Versuche. Stuttgart, J.B. Mezler, 1788

## Briefkontakte
Er stand seit Anfang der 1780er Jahre in engem Briefkontakt mit Georg Heinrich Seiferheld., 